# Caccia, Pesca, Natura e Tradizioni

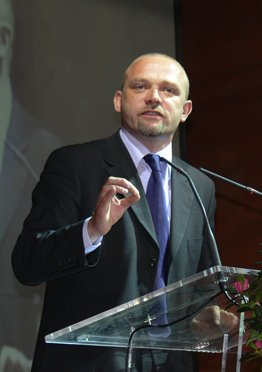
Frédéric Nihous, leader del movimento

Il Movimento della Ruralità (in francese: Le Mouvement de la ruralité), denominato Caccia, Pesca, Natura e Tradizioni (Chasse, pêche, nature et traditions) fino al settembre 2019, è un partito politico attivo in Francia dal 1989. Il suo obiettivo è la difesa di alcuni valori tradizionali della Francia rurale, come fa intendere il nome. Tra i fondatori vi sono André Goustat, Jean Saint-Josse, Jean Seinlary e Pierre Fuziès, mentre il suo attuale presidente è Frédéric Nihous.
Il partito è membro del gruppo per un'Europa delle Democrazie e delle Diversità al Parlamento europeo.

## Storia
Il partito debutta alle elezioni europee del 1989, dimostrando un consenso di circa il 4%; tale risultato viene successivamente confermato alle elezioni europee del 1994. Il movimento, pur non avendo ottenuto seggi, guadagna una certa visibilità e, per le elezioni europee del 1999, riesce a conseguire un discreto risultato: 6,8% dei voti e sei seggi.
Alle elezioni presidenziali del 2002, il partito candida Jean Saint-Josse ed ottiene il 4,2%; alle successive elezioni legislative del 2002 il partito riesce ridimensionato, con circa l'1,7%.
Alle elezioni presidenziali del 2007, Frédéric Nihous è il candidato del partito, che ottiene soltanto l'1,5%. Il trend negativo è confermato alle elezioni legislative del 2007, in occasione delle quali il movimento si pone ad appena lo 0,8 %. Da evidenziare che, per il secondo turno di ciascuna tornata elettorale, il partito si appella a votare contro Ségolène Royal alle presidenziali e per l'Unione per un Movimento Popolare alle legislative.
In vista delle elezioni europee del 2009, il partito si presenta congiuntamente al Movimento per la Francia nella lista Libertas: il risultato è il 4,8% e un seggio.
Alle elezioni presidenziali del 2012 ha sostenuto il presidente uscente Nicolas Sarkozy.